# Júkovka
Júkovka (en rus: Жуковка) és una ciutat de l'óblast de Briansk, a Rússia, segons el cens del 2021 tenia 17.628 habitants. És el centre administratiu del districte (raion) homònim.

## Història
Fou fundada el 1867 com un poble ferroviari de la línia de ferrocarril d'Oriol a Vítebsk. Originàriament no es planejà construir una estació, sinó que era una parada per al manteniment i repostatge. El 1879-1880 es construí l'estació de Júkovka. Les primeres indústries que es desenvoluparen en la dècada següent foren serradores i una fosa de ferro; posteriorment s'afegiren d'altres indústries, que feren que el 1920 arribés a tenir una població de 2.000 habitants, arribant-ne a 4.000 el 1930. A causa d'això, la Unió Soviètica li concedí l'estatus de ciutat el 1929.
Durant la Segona Guerra Mundial, l'assentament fou ocupat pels alemanys entre 1941 i 1943. Durant aquests anys s'ubicà en una zona de continus combats, per la qual cosa quedà en ruïnes. Tanmateix, per la seva importància estratègica ferroviària, la vila i els seus encontorns foren reconstruïts durant els anys següents. El 1962 fou declarada oficialment ciutat, i arribà a superar els 20.000 habitants en acabar el segle xx. El 2020 passà a ser capital del districte municipal, en fusionar-se el seu ajuntament urbà amb els nou assentaments rurals que hi havia al raion de Júkovka.